# پتشی
پتشی (به انگلیسی: Petechia) نوعی هماتوم است. معمولاً وجود اختلالات و نارسایی‌های انعقاد خون (هموستاز) به صورت خون‌ریزی زیرپوستی و کبودشدگی مخاطی بروز می‌یابد به خصوص اگر دلیل اختلال انعقاد خون کاهش تعداد پلاکتهای خون (ترومبوسیتوپنی) یا عدم عملکرد صحیح پلاکت‌ها باشد. این لکه‌های خون‌ریزی زیرپوستی (و گاه زیر مخاطی) که با فشار موضعی از بین نمی‌روند بر اساس اندازه به نام‌های پتشی، پورپورا و اکیموز نام‌گذاری می‌شوند. لکه‌های کوچکتر از ۲ میلی‌متر قطر را پتشی (به انگلیسی: Petechia) می‌نامند. معمولاً پتشی در نواحی با افزایش فشار هیدرواستاتیک مانند پاها یا دور چشم (پلک‌ها) بیشتر دیده می‌شود. خون‌ریزی زیرمخاطی در لثه و دهان بیشتر دیده می‌شود. لکه‌ها قرمز تا صورتی رنگ هستند.
پورپورا یا پتشی به خودی خود بی‌خطر هستند ولی ممکن است علامت یک بیماری زمینه‌ای مهم باشند.

## بیماریزایی
علل پتشی بسیار متنوع است ولی شایعترین علت پیری است. پورپورای پیری در نتیجه ضعیف شدن بافتهای حمایت‌کننده عروق خونی زیرپوستی است. این عروق ضعیف شده مستعد آسیب و خون‌ریزی می‌گردند. در برخی از بیماریها مانند تب کریمه کنگو، پورپورای هنوخ شوئن لاین، تروماها، واسکولیتها، الکلیسم مزمن، مصرف داروهای ضدانعقاد خون، برخی داروهای مدرو آنتی‌بیوتیکها، برخی بدخیمیها مانند لوسمی، برخی عفونتها مانند مننگوکوک اختلالات خودایمنی و … پتشی دیده می‌شود.
در اختلالات پلاکتی معمولاً زمان سیلان خون (BT) در آزمایش افزایش یافته‌است و خون‌ریزی اصطلاحاً دیر بند می‌آید.
درمان پتشی با درمان اختلال انعقاد خون و بیماری زمینه‌است. اگر مشکل زمینه‌ای وجود نداشته باشد این لکه‌ها به خودی خود در عرض چند روز بهبود می‌یابند.